# (11426) Molster
(11426) Molster est un astéroïde de la ceinture principale.

## Description
(11426) Molster est un astéroïde de la ceinture principale. Il fut découvert le 24 septembre 1960 à l'observatoire Palomar par Cornelis Johannes van Houten, Ingrid van Houten-Groeneveld et Tom Gehrels. Il présente une orbite caractérisée par un demi-grand axe de 3,15 UA, une excentricité de 0,28 et une inclinaison de 15,1° par rapport à l'écliptique.

## Compléments